# Wapen van Kesteren

Kesteren

Het wapen van Kesteren toont het wapen van de voormalige Gelderse gemeente Kesteren. Het wapen werd verleend volgens het Koninklijk Besluit van 31 januari 1959. De omschrijving luidt:
"Gevierendeeld; I in azuur een dubbelnap van goud; II in sinopel een zwaan van zilver, gebekt van keel, zwemmend op een donkergeschaduwd water van de eerste kleur; III in goud een aanziende wolfskop van keel; IV in azuur een dubbelstaartige gekroonde leeuw van goud, getongd en geklauwd van keel. Het schild gedekt met een gouden kroon van drie bladeren en twee paarlen."

## Geschiedenis
De gemeente werd ingesteld op 1 januari 1818 met de voormalige gemeente Opheusden en (deels) Lienden. Daarnaast werden op 1 januari 1822 Lede en Oudewaard toegevoegd. Een wapen werd aangevraagd in 1959. Het gecarteleerde wapen is een combinatie van de wapens van Schenkhof, heerlijkheden Lede en Oudewaard en Wolfswaard met de Gelderse leeuw in een uitvoering zoals die na 1339 is ontstaan. Het wapen wordt bedekt met een gravenkroon. 1 januari 2002 fuseerden de gemeenten Dodewaard, Echteld en Kesteren tot een nieuwe gemeente. Op 1 april 2003 werd de gemeentenaam gewijzigd in Neder-Betuwe. Elementen van het wapen van Kesteren werden overgenomen in het nieuwe wapen van Neder-Betuwe.

## Verwante wapens

Wapen van Lede en Oudewaard
wapen van Gelre (1339-1377)
Wapen van Neder-Betuwe